# Bibliothèque médicale Harvey Cushing/John Hay Whitney

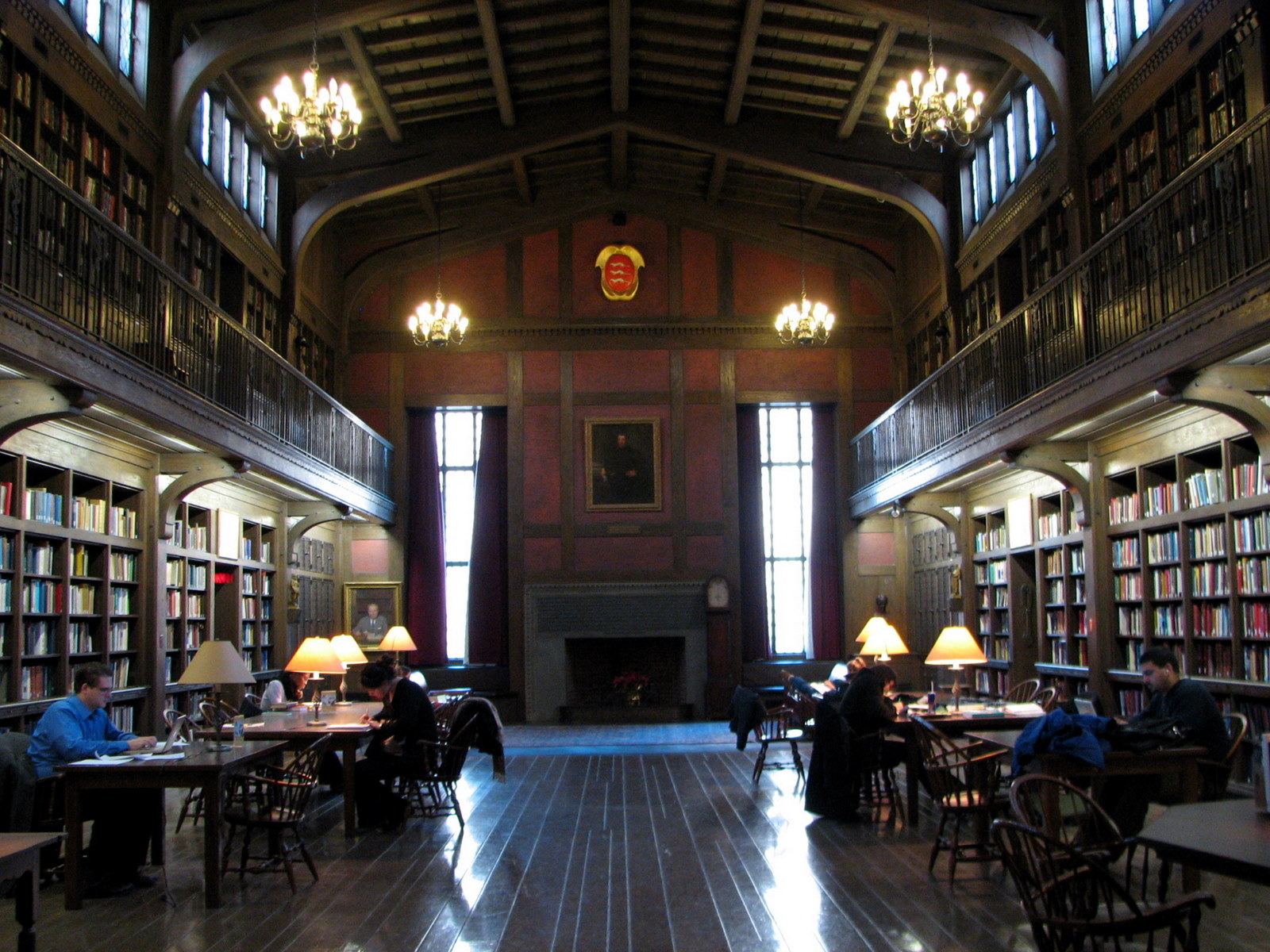
Salle de la bibliothèque médicale Harvey Cushing/John Hay Whitney

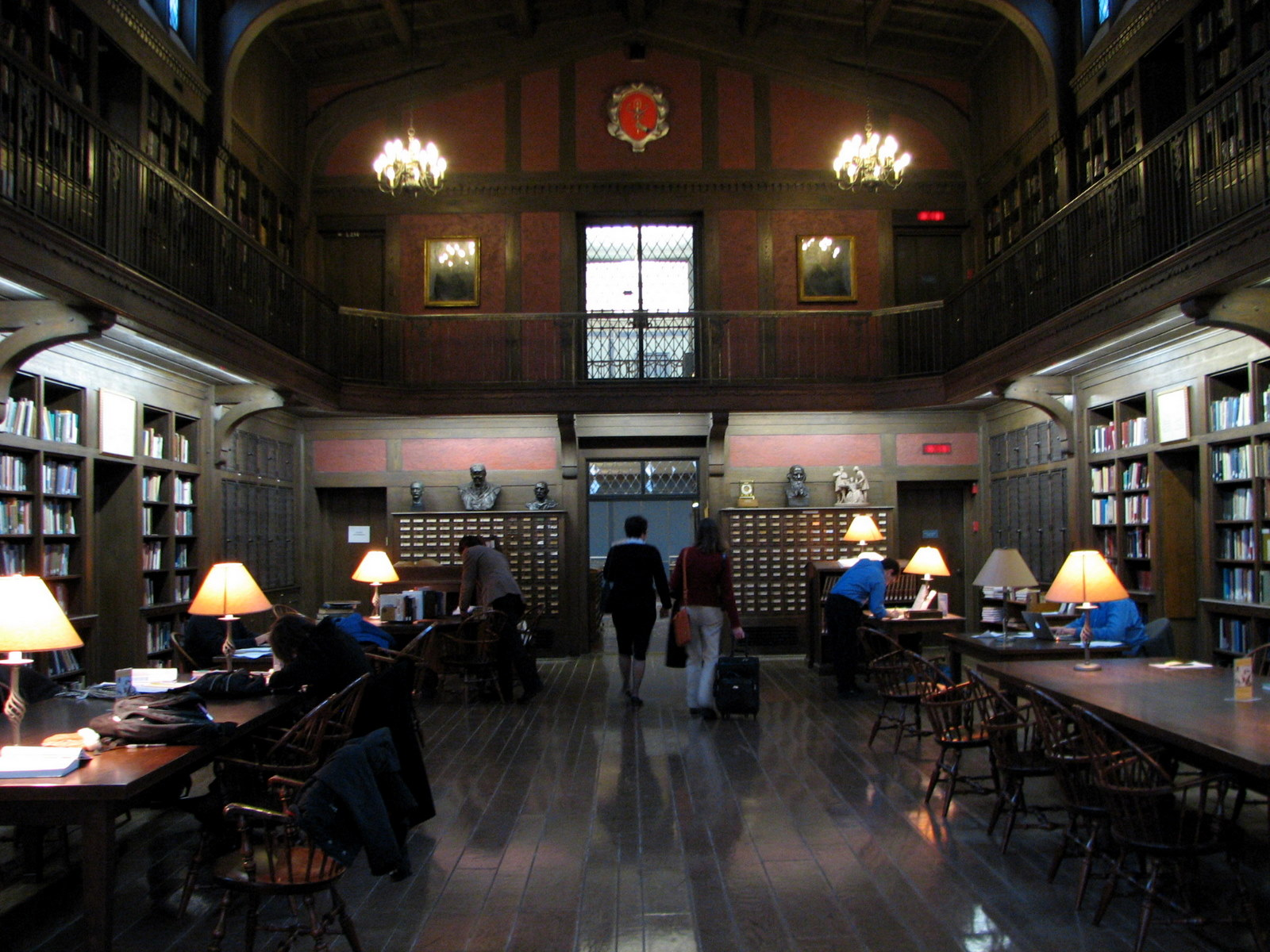
Salle de la bibliothèque médicale Harvey Cushing/John Hay Whitney, autre vue

La bibliothèque médicale Harvey Cushing et John Hay Whitney est la bibliothèque centrale de l'école de médecine de Yale (en) à New Haven, Connecticut. Anciennement connue sous le nom de la bibliothèque médicale de Yale, elle est réputée pour ses collections historiques et spéciales.

## Historique
La bibliothèque a été construite en 1941 en tant qu'ajout en forme de Y au pavillon de médecine Sterling conçu par Grosvenor Atterbury avec des fonds du domaine de John William Sterling (en). La bibliothèque a été rénovée et agrandie en 1990 avec des fonds de Betsey Cushing Whitney (en). Les architectes Alexander Purves et Allan Dehar conçurent les plans de ces travaux. Après la rénovation, la bibliothèque a été nommée pour honorer le père de Betsey Cushing Whitney, Harvey Cushing , neurochirurgien pionnier, diplômé de Yale et Sterling Professor (en), et son mari, l'homme d'affaires, diplômé de Yale et philanthrope, John Hay Whitney.
La Bibliothèque historique médicale a été fondée par Harvey Cushing, John F. Fulton et Arnold Klebs en 1941 et possède une  collection de livres anciens et rares, de manuscrits et d'autres documents liés à l'histoire de la médecine. Parmi ses trésors se trouvent de nombreux manuscrits rares médiévaux et de la Renaissance, y compris des œuvres de provenance islamique et persane. Ses collections de livres imprimés comprennent plus de 300 incunables médicaux ainsi que des collections importantes d'écrits d'Hippocrate, Galien, Vésale, Robert Boyle, William Harvey et Silas Weir Mitchell. La collection Clements C. Fry possède des estampes et des dessins rares des quatre derniers siècles avec des exemples remarquables de James Gillray, George Cruikshank, William Hogarth, Honoré Daumier et d'autres. 
La collection Edward C. Streeter présente l'une des collections de poids et mesures les plus complètes au monde sur le plan géographique et historique. La bibliothèque abrite également des centaines de collections importantes de manuscrits et de documents datant des quatre derniers siècles. Certaines de ses collections individuelles importantes incluent les documents de Harvey Cushing, de John Farquhar Fulton, la collection Charles Goff sur Christophe Colomb, collection d'images de l'hôpital historique Grace Goldin , des articles d'Arnold C. Klebs, la collection Laetrile, les documents d'Averill W. Liebow, de  S. Wier Mitchell, de Peter Parker, Ivan Pavlov, de Herbert Thoms, la collection Meyer & Macia Friedman, les portraits de Lam Qua  et la collection de la publicité pour le tabac.